# William Rupertus
William Henry Rupertus (Washington, 14 novembre 1889 – Quantico, 25 marzo 1945) è stato un generale statunitense del Corpo dei Marines. Famoso soprattutto come autore del credo del fuciliere.

## Biografia
Rupertus si diede alla carriera militare subito dopo il diploma alla high school, dapprima nella Guardia costiera statunitense, in cui aspirava al ruolo di capitano. Tuttavia, la sua eccezionale abilità nel tiro di precisione lo indusse a transitare nei Marines, di cui divenne ufficiale nel novembre 1913. Prestò servizio nella specialità fucilieri, ottenendo la qualifica di Distinguished Marksman, e vincendo una certa quantità di trofei di tiro a segno.
Rupertus era imbarcato sulla USS Florida quando gli Stati Uniti entrarono nella prima guerra mondiale. Fu richiamato in patria per comandare un distaccamento di Marines a Port-au-Prince. Egli rimase ad Haiti fino alla fine della guerra, al cui termine fu assegnato al comando generale dei marine, con elevate mansioni in materia addestrativa.
Nel luglio 1937 divenne comandante di un battaglione del suo Corpo, all'epoca della battaglia di Shanghai (Seconda guerra sino-giapponese).
Nella seconda guerra mondiale fu addetto allo Stato maggiore di una divisione dei Marines, di cui era comandante Alexander Vandegrift. In quell'epoca, pare, compose il famoso Credo del fuciliere per galvanizzare lo spirito marziale dei suoi soldati.
Fu comandante dell'unità da sbarco che conquistò le isole di Tulagi, Gavutu e Tanambogo nella campagna di Guadalcanal. Subentrò poi a Vandegrift nel comando di quella divisione (1943), e la condusse nella battaglia di Capo Gloucester e nella battaglia di Peleliu.
Nel 1944 assunse il comando delle Marine Corps Schools a Quantico, Virginia. L'incarico tuttavia non durò a lungo: Rupertus morì di infarto miocardico acuto appena quattro mesi dopo.
Nel 1945 gli venne intitolato il cacciatorpediniere USS Rupertus.